# Czarny Dunajec (stacja kolejowa)
Czarny Dunajec – zlikwidowana stacja kolejowa w mieście Czarny Dunajec w województwie małopolskim.

## Historia
Stacja kolejowa została otwarta w dniu 1 lipca 1904 roku. Wybudowano murowany dworzec kolejowy oraz drewniany magazyn towarowy. Niedaleko stacji został zlokalizowany tartak. Po drugiej wojnie światowej powstała bocznica do żwirowni oraz kolej wąskotorowa. W 1981 roku pociągi pasażerskie zostały zawieszone. Pociągi towarowe z podhalańskimi owcami na redyk kursowały do jesieni 1989 roku. Linia kolejowa została zlikwidowana w 1991 roku. Na szlaku kolejowym poprowadzono drogę rowerową. Po likwidacji szlaku budynek dworca został zamieszkany.